# Falanges del pie
Los huesos de los dedos del pie o falanges del pie son huesos largos, en número de tres para cada dedo (excepto el gordo, que tiene sólo dos), denominados 1, 2 y 3 o falange proximal, falange media y falange distal respectivamente; constan de un cuerpo y dos extremos, anterior y posterior, articulares ambos en 1 y 2, y sólo el posterior en el 3
Se articulan el 1 con los metatarsianos respectivos; el 2 con los 1 y 3 y estos, con el 2.